# Hispania Tarraconensis

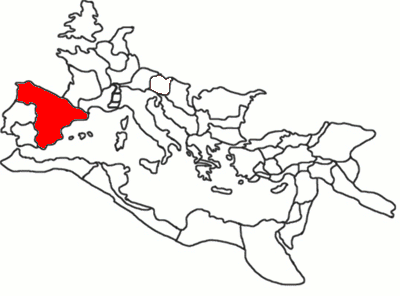
Provincia Hispania Tarraconensis
(în jurul anului 120 d.C.)

Hispania Tarraconensis a fost una dintre cele trei provincii romane din Hispania. Cuprindea o mare parte din coasta mediteraneeană a Spaniei de astăzi, împreună cu platoul central și costa nordică, precum și părți ale nordului Portugaliei. Sudul Spaniei, regiunea denumită astăzi Andaluzia, forma provincia Hispania Baetica. Pe coasta atlantică se afla provincia Lusitania.

## Istorie
Provincia imperială romană numită Hispania Tarraconensis, a înlocuit Hispania Citerior, care fusese condusă de un consul în ultima perioadă a Republicii, în cadrul reorganizării imperiului de către Augustus în 27 î.Hr.. Capitala sa se afla la Tarraco (astăzi Tarragona, Catalonia).
Războaiele Cantabrice (29–19 î.Hr.) au adus întreaga Peninsulă Iberică sub dominația Romei, în cadrul acestei provincii Tarraconensis. Cantabrii, din partea nord-vestică a Iberiei (Cantabria) au fost ultimul trib pacificat.
Tarraconensis era o provincie imperială, separată de celelalte două provincii iberice — Lusitania (corespunzând Portugaliei de astăzi și Extremadurei spaniole) și provincia senatorială Baetica, corespunzând părții sudeice a Spaniei, Andaluzia.
Servius Sulpicius Galba, care a fost împărat pentru scurt timp între 68 și 69, a guvernat provincia începând cu 61. Pliniu cel Bătrân a fost și el procurator în Tarraconensis (73).
Provincia imperială Hispania Tarraconensis a existat până la invaziile din secolul al V-lea, începând cu 409, care i-au încurajat pe basci și pe cantabri să se răscoale, în locul ei înființându-se un regat vizigot.

## Populația
La sosirea romanilor în secolul II î.C., populația iberică indigenă în special bascii) se amestecase cu celții de secole, formând cultura celtiberică tipică pentru Hispania pre-romanizată. Fenicienii/cartaginezii au colonizat coasta mediteraneeană între secolele al VIII-lea și al VI-lea î.C. Grecii aveau de asemenea stabilite colonii de-a lungul coastei. Romanii și-au adus și ei aportul la structura etnică, cu cele trei legiuni staționate acolo. Din secolul al treilea s-au descoperit obiecte evreiești. Triburile germanice și "maurii" nord-africani au sosit mai târziu.

## Religia
Cea mai venerată zeitate din Spania Romană era Isis, urmată de Magna Mater, marea mamă. Zeitățile cartagineze-feniciene Melqart (atât o zeitate solară cât și un zeu marin) și Tanit-Caelestis (zeița-mamă cu posibile legături lunare) erau de asemenea venerate. Panteonul roman a absorbit repede zeitățile locale, prin identificare (Melqart a devenit Hercules, spre exemplu, care era de mult preluat de la greci, care îl aveau pe Heracles). Ba`al Hammon era zeul principal în Cartagina și juca de asemenea un rol important în Hispania. Zeii egipteni Bes și Osiris aveau și ei adepții lor.(1) Arhivat în 5 septembrie 2003, la Wayback Machine.

## Exporturi
Printre exporturile din Tarraconensis se numără cheresteaua, aurul, fierul, cositorul, plumbul, ceramica, marmura, vinul și uleiul de măsline.